# 1996年NBA總決賽
1996年NBA總決賽是1995-96 NBA賽季的最後一個系列賽，兩支球隊將爭奪本年的總冠軍。西部聯盟冠軍西雅圖超音速（64-18）對陣東部聯盟有主場優勢的芝加哥公牛（72-10）。比賽采用七場四勝制2-3-2的形式進行，系列賽的第一、二、六（如果需要），七（如果需要）場比賽在有主場優勢的隊伍的主場進行。
公牛以總比數4比2擊敗超音速，總計公牛單季的常規賽和季后赛战绩为87胜13负，勝率為87%，創下NBA史上最佳成績。贏得本年度的NBA总决赛最有价值球员。

## 晉級
- 芝加哥公牛以4-0总比分击败奧蘭多魔術赢得1996年的东部分区决赛。
- 西雅圖超音速以4-3总比分击败猶他爵士赢得1996年的西部分区决赛。

## 1996年NBA總決賽球員名單

### 西雅圖超音速
主教練：乔治·卡尔 

加里·佩顿       |
肖恩·坎普        |
德特夫·史伦夫   |
Hersey Hawkins    |
Sam Perkins       |
Vincent Askew     |
Ervin Johnson     |
Frank Brickowski  |
Nate McMillan     |
David Wingate     |
Sherell Ford      |
埃里克·斯诺         |
Steve Scheffler   |

## 系列賽得分
| 隊伍            | 第一場 | 第二場 | 第三場 | 第四場 | 第五場 | 第六場 | 總比數 |
| --------------- | ------ | ------ | ------ | ------ | ------ | ------ | ------ |
| 超音速 （西部） | 90     | 88     | 86     | 107    | 89     | 75     | 2      |
| 公牛 （東部）   | 107    | 92     | 108    | 86     | 78     | 87     | 4      |

## 賽程表
所有時間為美國時間
- 第一場－6月5日公牛 107， 超音速 90： 公牛以1-0領先
- 第二場－6月7日公牛 92， 超音速 88： 公牛以2-0領先
- 第三場－6月9日公牛 108， 超音速： 86： 公牛以3-0領先
- 第四場－6月12日超音速 107， 公牛 86： 公牛以3-1領先
- 第五場－6月14日超音速 89， 公牛 78： 公牛以3-2領先
- 第六場－6月16日公牛 87， 超音速 75： 公牛以4-2勝出

比賽采用七場四勝制2-3-2的形式進行，系列賽的第一、二、六場比賽在芝加哥公牛主場（聯合中心）進行。

## 第一場
6月5日，在聯合中心舉行。
雖然公牛隊進攻能力在今場比賽未能發揮水準，但卻有超水準的防守。公牛隊在第三節偷以兩分領前。最後一節托尼·库科奇得及朗·夏巴2個偷球使公牛隊勝出。
| 隊伍   | 1  | 2  | 3  | 4  | 總分 |
| ------ | -- | -- | -- | -- | ---- |
| 超音速 | 18 | 30 | 29 | 13 | 90   |
| 公牛   | 24 | 29 | 26 | 28 | 107  |

## 第二場
6月7日，在聯合中心舉行。
第一節超音速以27-23領先。不過超音速再一次在領先之下落敗。不過第二節披頓率領超音速反超前。古高帶領公牛在第三節反超前，總比分是92-88。洛文取得11個進攻籃板。
| 隊伍   | 1  | 2  | 3  | 4  | 總分 |
| ------ | -- | -- | -- | -- | ---- |
| 超音速 | 27 | 18 | 20 | 23 | 88   |
| 公牛   | 23 | 23 | 30 | 16 | 92   |

## 第三場
6月9日，在钥匙竞技场舉行。
第一場在西雅圖的比賽，儘管有主場之利，超音速仍落後22分。
| 隊伍   | 1  | 2  | 3  | 4  | 總分 |
| ------ | -- | -- | -- | -- | ---- |
| 公牛   | 34 | 28 | 13 | 33 | 108  |
| 超音速 | 16 | 22 | 23 | 25 | 86   |

## 第四場
6月12日，在钥匙竞技场舉行。
超音速在籃板上取回優勢，並靠著「手套」Gary Payton看管喬丹，終場超音速107:86擊敗公牛，躲過被剔光頭的命運。
| 隊伍   | 1  | 2  | 3  | 4  | 總分 |
| ------ | -- | -- | -- | -- | ---- |
| 公牛   | 21 | 11 | 31 | 23 | 86   |
| 超音速 | 25 | 28 | 31 | 23 | 107  |

## 第五場
6月14日，在钥匙竞技场舉行。
西雅圖將公牛奪冠的美夢延遲到第六場。佩頓說：「我們感到高興。我們能夠與對方周旋，我們希望可以更早取得勝利。」 
| 隊伍   | 1  | 2  | 3  | 4  | 總分 |
| ------ | -- | -- | -- | -- | ---- |
| 公牛   | 18 | 24 | 18 | 18 | 78   |
| 超音速 | 18 | 25 | 19 | 27 | 89   |

## 第六場
6月16日，在聯合中心舉行。
公牛隊在父親節以4-2擊敗對手，三年前的今天佐敦的父親被殺。勝利的關鍵是大前鋒丹尼斯·洛文追平在第二場紀錄，共取得11個進攻藍板。
| 隊伍   | 1  | 2  | 3  | 4  | 總分 |
| ------ | -- | -- | -- | -- | ---- |
| 超音速 | 18 | 20 | 20 | 17 | 75   |
| 公牛   | 24 | 21 | 22 | 20 | 87   |

## 外部連結
- NBA.com－1996年NBA總決賽